# Callistochiton mawlei
Callistochiton mawlei är en blötdjursart som beskrevs av Tom Iredale och May 1916. Callistochiton mawlei ingår i släktet Callistochiton och familjen Ischnochitonidae. Inga underarter finns listade i Catalogue of Life.